# Cónulos micénicos

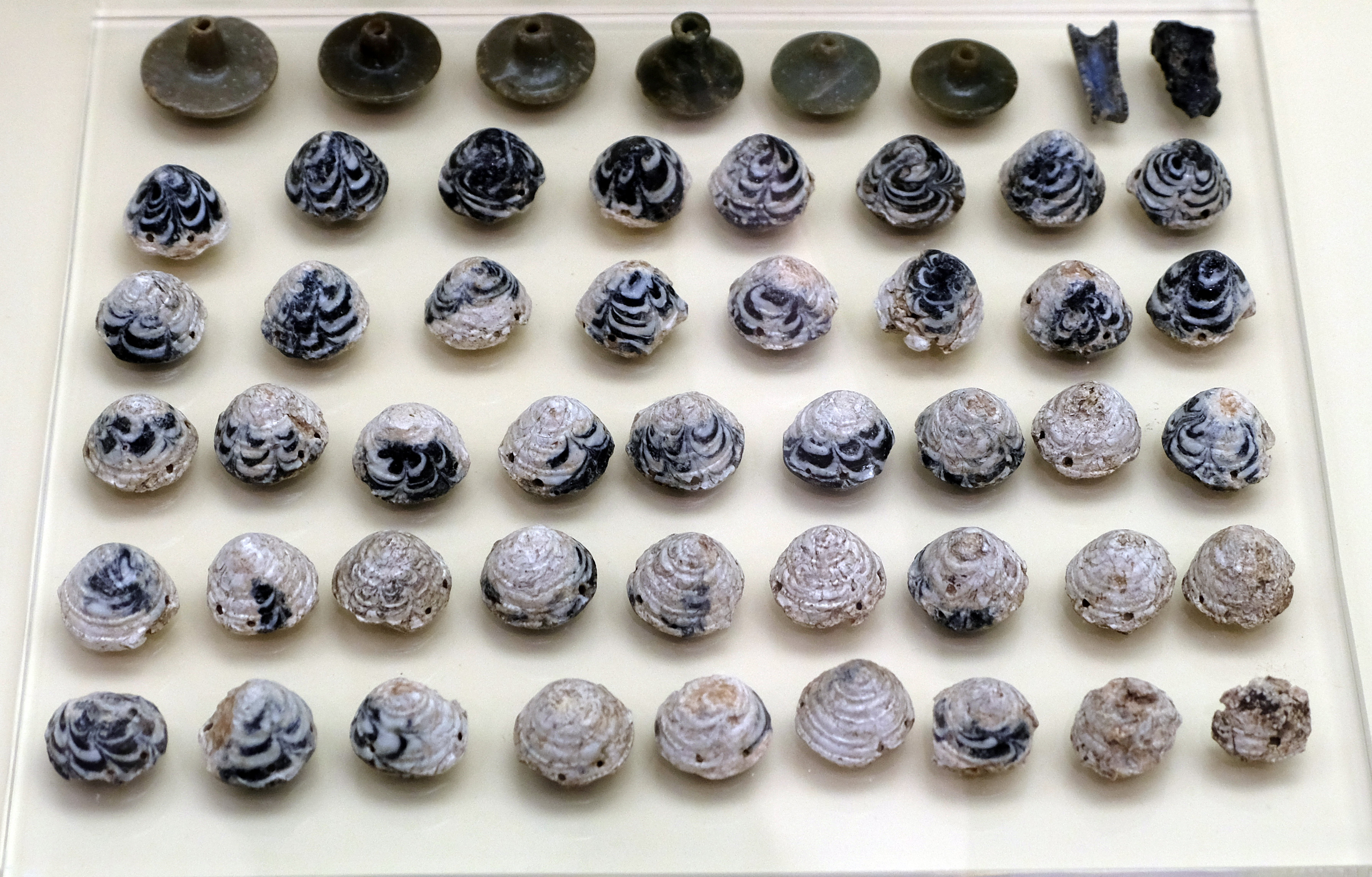
Cónulos hallado en la «Habitación de los Frescos» de Micenas.

Los cónulos micénicos son pequeñas piezas de forma parecida a un cono y perforados con un agujero que se han hallado en excavaciones de yacimientos arqueológicos de la Edad del Bronce, particularmente de la civilización micénica.

## Características
Los contextos en los que se han hallado estas pequeñas piezas son tanto residenciales como funerarios. Se pueden distinguir diferentes formas: las principales son de disco o botón, cónico, bicónico y cónico con lados cóncavos, aunque también puede haber alguna otra variante menos corriente. Estaban hechos de diferentes materiales fáciles de encontrar; principalmente esteatita, y otros tipos de piedras, tanto duras como blandas (cristal de roca, ofita, arenisca, marga, entre otros). Más raramente hay algunos que fueron hechos de hueso y otros materiales. Algunos tienen círculos o están decorados. Se cree que estos objetos eran realizados en los mismos talleres en los que se hacían los sellos.

## Posibles usos
Su función ha sido objeto de discusión. Inicialmente se propuso que podrían ser fusayolas, y sigue considerándose como un uso factible aunque algunos lo han cuestionado debido a su escaso peso (suelen tener menos de 10 gr). Otras posibilidades que se han sugerido es que fueran utilizados como botones o elementos decorativos que se colocaran en prendas de vestir, o quizá como una especie de pesas que se colocaban unidas en los vestidos. A veces suelen exponerse en los museos ensartados como si hubieran formado parte de collares, pero este uso presenta la dificultad de que en los contextos funerarios no han sido hallados alrededor del cuello o en el pecho de los difuntos. También se ha apuntado la posibilidad de que fueran parte de una herramienta usada a modo de taladro para hacer fuego.